# Johann Anton Güldenstädt
Johann Anton Güldenstädt (Riga, 26 aprile 1745 – 23 marzo 1781) fu un naturalista ed esploratore balto-germano al servizio della Russia.

## Biografia
Güldenstädt nacque a Riga, a quei tempi appartenente all'impero russo, e studiò medicina all'università di Francoforte, ottenendo il dottorato nel 1767. Negli anni successivi partecipò alla spedizione dell'Accademia Imperiale Russa delle Scienze inviata da Caterina II di Russia ad esplorare le frontiere meridionali dell'Impero russo. Güldenstädt viaggiò attraverso l'Ucraina e la regione di Astrachan', fino al Caucaso settentrionale e alla Georgia, entrambi i quali erano quasi interamente al di fuori dei confini dell'impero russo, ritornando a San Pietroburgo nel marzo 1775. I risultati della spedizione e il diario di viaggio redatto da Güldenstädt furono pubblicati dopo la sua morte da Peter Simon Pallas in Reisen durch Russland und im Caucasischen Gebürge (Viaggi in Russia e sulle Montagne del Caucaso) (1787-91).
La spedizione di Güldenstädt fu il primo studio sistematico del Caucaso. Come avveniva generalmente nelle contemporanee spedizioni organizzate nello spirito dell'Illuminismo (inclusa la successiva spedizione americana di Lewis e Clark), si occupò dell'osservazione e della descrizione di ogni aspetto della regione oggetto di studio. Questo includeva sia gli aspetti "naturali" - flora, fauna, geografia e geologia - che quelli inerenti ai popoli, all'economia e alle forme di governo. In questo senso fu sia una spedizione scientifica che una missione di perlustrazione di una regione importante nella simultanea guerra russa contro gli ottomani, di cui il Caucaso fu uno dei teatri, con i georgiani che combatterono al fianco degli alleati russi. Immediatamente dopo la spedizione, gli interessi russi sulla regione, soprattutto sulla Georgia, crebbero moltissimo, culminando con il trattato di Georgievsk, che fece della Georgia orientale un protettorato russo.
La spedizione contribuì anche grandemente alla conoscenza della biologia, geologia, geografia e, soprattutto, della linguistica - Güldenstädt prese appunti dettagliati sulle lingue della regione. Dopo la spedizione, che fece guadagnare definitivamente a Güldenstädt la reputazione dell'Accademia, continuò a lavorare come naturalista. Nel 1781, morì in seguito ad un attacco di febbre a san Pietroburgo.